# Station Patchway
Patchway is een spoorwegstation van National Rail in Patchway, South Gloucestershire in Engeland. Het station is eigendom van Network Rail en wordt beheerd door Great Western Railway. 